# Sint-Pieterskerk (Mortier)

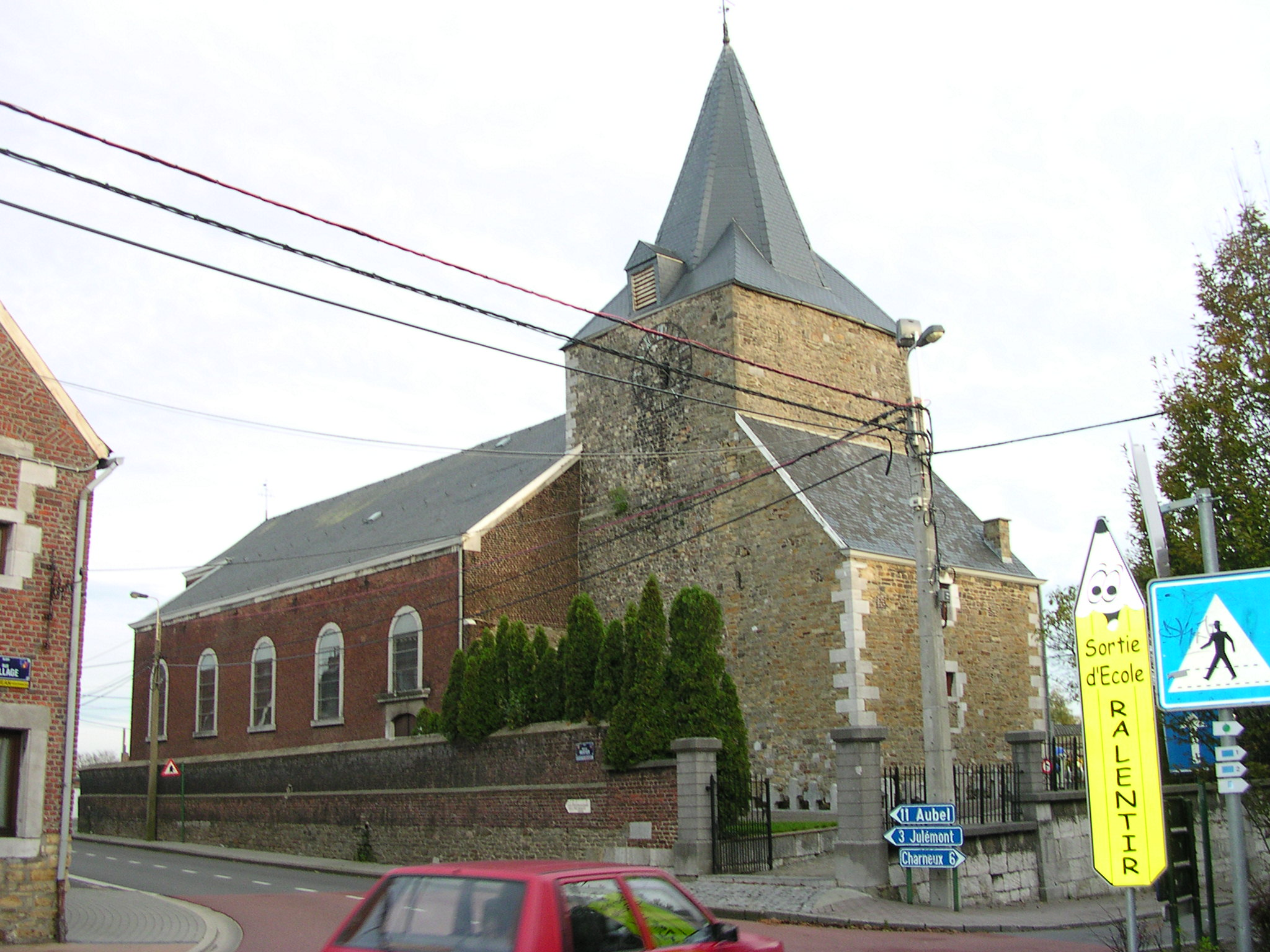
Sint-Pieterskerk

De Sint-Pieterskerk (Église Saint-Pierre) is de parochiekerk van de tot de Belgische gemeente Blegny behorende plaats Mortier, gelegen aan de Rue Haisse.

## Gebouw
De kerk bezit een romaanse toren, waar in 1687 -tijdens een ingrijpende restauratie- een bijgebouw onder lessenaardak aan werd toegevoegd. Beide delen zijn uitgevoerd in zandsteenblokken. De zware vierkante toren heeft een zeskante spits. In 1844 werd het toenmalige schip met koor, eveneens gebouwd in de 17e eeuw en dat op zijn beurt een middeleeuws schip verving, gesloopt. Er verrees een nieuw, driebeukig bakstenen schip in neoclassicistische stijl, ontworpen door M. Berleur. Het eenbeukig koor is driezijdig afgesloten. De kerk wordt omsloten door een kerkhof.

## Interieur
De communiebank, de preekstoel en enkele bewerkte deuren zijn van omstreeks 1750. Uit omstreeks 1520 zijn beelden van Sint-Anna en van Christus aan het Kruis. Uit de 17e eeuw is een Sint-Rochusbeeld, en uit omstreeks 1750 zijn beelden van een Engelbewaarder, Sint-Cecilia, Antonius van Padua en Sint-Sebastiaan. Altaren en biechtstoel zijn van 1848.
Er zijn talrijke 17e- en 18e-eeuwse grafkruisen.